# Premio LericiPea
El premio LericiPea Golfo dei Poeti es un premio literario italiano que reconoce "toda la carrera" de grandes poetas internacionales. Cuenta con varias secciones, cada una con su propio premio. Creado en 1954, es uno de los premios de poesía de mayor antigüedad de Italia. 

## Historia
Creado con el nombre de premio Lerici entre 1952 y 1954 por los poetas Renato Righetti, Giovanni Petronilli y Marco Carpena, a los cuales se unió más tarde Enrico Pea. En 1958, a la muerte de Enrico Pea y en su recuerdo, tomará el nombre de premio LericiPea. Desde 1998 es gestionado por la Asociación Premio Lerici Pea, que en 2018 añadió al premio la denominación "Golfo dei Poeti". Desde entonces la denominación propia de la asociación y del premio es Asociación y Premio Lerici Pea Golfo dei Poeti.
El premio ha sido siempre fiel a su principal objetivo de "difundir, promover y valorar la poesía en Italia y en el mundo". En 1985, a la muerte de Marco Carpena, el premio pasó a estar gestionado por Alberta Andreoli hasta 1996. En 1997, no se entregó y un año después, en 1998, pasó a ser gestionado por la Asociación Cultural LericiPea, compuesta por seis miembros: Adriana Beverini, Gianni Bolongaro, Mayda Bucchioni, Maria Gracia Beverini Del Santo, Pier Gino Scardigli y Pia Spagiari.
En 2019 ha sido asignado el Premio Lerici Pea a la Traducción a Marco Sonzogni.

## Secciones del premio
Las secciones del premio anual son cuatro: 
- Premio Internacional a la Carrera
- Premio Edito
- Premio "Paolo Bertolani" para la Poesía Dialectal, instaurado por la Asociación Lerici Pea en el 2007 en colaboración con el Común de Lerici en memoria de Paolo Bertolani para reconocer la obra de un poeta que se esté distinguido en la valorización de la lengua, de la cultura y de la identidad de un territorio específico[4]
- Premio Ligures en el Mundo

Del 1999 al 2015 se está ejercida también la sección Premio jóvenes "Lucia Roncareggi".
Del 1999 al 2014 se está aguantada también la sección Premio Poesía Inedita.
El premio especial LericiPea "Europa" se asigna excepcionalmente, en raras ocasiones.

## Premios LericiPea

### Ganadores del Premio LericiPea "a toda la carrera" desde 1954 a hoy
- 1954 Giovanni Titta Rosa
- 1955 Giorgio Caproni
- 1956 Biagia Marniti
- 1957 Maria Luisa Spaziani
- 1958 Helio F. Accrocca y Renato Giorda
- 1959 Antonio Seccareccia y Amelia Siliotti
- 1960 Ugo Real
- 1961 Máximo Grillandi
- 1962 Corrado Gavoni
- 1963 Alberto Bevilacqua
- 1964 Elena Clementelli
- 1965 Rudi Pallabazzer
- 1966 Carlos Betocchi
- 1967 Libero De Libero
- 1968 Giorgio Sambonet.[5]
- 1969 Vittorio Bodini.[6]
- 1970 Raffaele Crovi
- 1971 Edoardo Lazzara
- 1972 Margarita Guidacci
- 1973 Franco La Guidara
- 1974 Ferruccio Cattani
- 1975 Mariolina Eccher Zanella
- 1976 Ettore Serra
- 1977 Gabriella Chioma
- 1978 Renato Barberos
- 1979 Gigliola Pisani Maffioli
- 1980 Silvano Masacci
- 1981 Walter Bonta
- 1982 Rita Anzaldi
- 1983 Alberico Sala
- 1984 Marisa Terceros
- 1985 Lelia Corbetta
- 1986 Roberto Locos
- 1987 Franco Gambino
- 1988 Pietro Cimatti
- 1989 Silvio Ramat, Davide Maria Turoldo
- 1990 Paolo Bertolani, Francesco Brusco
- 1991 Dario Bellezza
- 1992 Valentino Zeichen
- 1993 Fernando Bandini
- 1994 Alessandro Parronchi
- 1995 Maria Luisa Spaziani
- 1996 Giovanni Jueces
- 1997 no ejercido
- 1998 Mario Luzi
- 1999 Attilio Bertolucci
- 2000 Adonis
- 2001 Yves Bonnefoy
- 2002 Hans Magnus Enzensberger
- 2003 Juan Gelman
- 2004 Edoardo Sanguineti
- 2005 Séamus Heaney
- 2006 Lawrence Ferlinghetti
- 2007 Jesper Svenbro
- 2008 Bonita Achmadulina
- 2009 François Cheng
- 2010 Ismail Kadaré
- 2011 Márcia Theóphilo
- 2012 Yevgueni Yevtushenko
- 2013 Titos Patrikios
- 2014 Agi Mishol, Amel Moussa  y Gabriella Sica
- 2015 Tahar Ben Jelloun
- 2016 Cees Nooteboom
- 2017 Milo De Angelis
- 2018 Carol Ann Duffy[7]
- 2019 Antonio Colinas[3]

### Premio Edito
- 2001 Eugenio De Signoribus
- 2002 Paolo Bertolani
- 2003 Biancamaria Frabotta
- 2004 No asignado
- 2005 Maurizio Cucchi
- 2006 Sebastiano Gordo
- 2007 Patrizia Caballos
- 2008 Franco Marcoaldi
- 2009 Claudio Damiani
- 2010 Sergio Zavoli
- 2011 Giorgio Mannacio – Emilio Zucchi
- 2012 Donatella Bisutti
- 2013 Roberto Locos
- 2014 Valerio Magrelli
- 2015 Mauro Macario
- 2016 Antonio Riccardi
- 2017 desierto
- 2019 Davide Rondoni.[3]

### Premio Inedito
- 1999 Domenico Cipriano – Carlos Prospere
- 2000 Adriano Sansa - Poesía Inédita Jóvenes: Ivan Fieles
- 2001 Lamberto Garzia
- 2002 Paola Malvasi
- 2003 Mary de Rachewiltz
- 2004 Alessandro Cene
- 2005 Lucetta Frisa
- 2006 Graziella Colotto
- 2007 Sauro Albisani
- 2008 Carlos Vida
- 2009 Tonino Milite
- 2010 Valerio Magrelli
- 2011 Paolo Febbraro
- 2012 No ha tenido lugar
- 2013 Riccardo Olivieri
- 2014 Roberto Maggiani

### Premio Poetas y Artistas de Liguria en el mundo
- 2000 Piero Soave
- 2001 Sandra Gilbert Mortola
- 2002 desierto
- 2003 Roberto Bertone
- 2004 Michele Baraldi
- 2005 Carlos Caruso
- 2006 Enrica Guana Tseng
- 2007 Francesca Albini
- 2008 Máximo Maggiari
- 2009 Michele Rovetta
- 2010 Marco Casentini
- 2011 Martina Bacigalupo
- 2012 Marino Magliani
- 2013 Vanessa Beecroft
- 2014 Ireno Guerci
- 2015 Federico De Leonardis
- 2016 Tommaso Colliva
- 2017 David Bellatella
- 2018 Giuseppe Scognamiglio
- 2019 Alessandra Pierini[3]

### Premio para Poesía Dialectal "Paolo Bertolani"
- 2011 Renzo Fregoso
- 2012 Amilcare Mario Grassi
- 2013 Remigio Bertolino
- 2014 Franco Loi
- 2015 Vincenzo Mastropirro
- 2016 Emilio Rentocchini
- 2017 Daniel Cundari
- 2018 Giacomo Vit y Grupo Majakoskij
- 2019 Biagio Guerrera[3]

### Premio joven poetas "Lucia Roncareggi"
- 2010 Tommaso Meozzi
- 2011 Giuseppe Carracchia
- 2012 desierto
- 2013 Ludovia Vacirca
- 2014 desierto
- 2015 Gialuca Serri
- 2016 Federico Carle